# Malin Byström
Pour les articles homonymes, voir Bystrom (homonymie).
Malin Byström, née en 1973, est une soprano lyrique suédoise.

## Enfance et scolarité
Malin Byström est née à Helsingborg. Elle étudie au lycée de Härnösand puis à l'Université de Gothenburg durant quatre ans avant d'étudier le chant (soprano) à l'École d'opéra de Stockholm (sv).

## Carrière
Malin Byström débute à The Royal Opera dans le rôle d'Amalia dans I masnadieri en 2002 et a depuis chanté Marguerite dans Faust, Fiordiligi dans Così fan tutte et Donna Anna dans Don Giovanni.
Elle est également apparue au Bayerische Staatsoper, Munich, et au Metropolitan Opera, New York. Elle a chanté au Festival de Salzbourg et au Festival d'Aix-en-Provence. Elle n’a fait ses débuts en Suède qu'à l'automne 2007 dans le rôle de Marguerite dans Faust de Gounod à l'Opéra de Göteborg.
En 2014, elle chante le rôle-titre dans Arabella de Richard Strauss ; le New York Times remarque que sa voix est « silvery plush » et la décrit comme « elegant in both looks and tone, and sounding full and flexible...uncannily reminiscent of Kiri Te Kanawa. »
Son répertoire comprend le rôle-titre dans Thaïs de Massenet qu'elle a chanté au Palais des Arts Reina Sofía, Valence, avec Plácido Domingo, ainsi que trois rôles dans des opéras de Mozart, Fiordiligi dans Così fan tutte, la Comtesse dans Les Noces de Figaro, Donna Anna dans Don Giovanni, et Amelia dans Simon Boccanegra de Verdi.

En 2012, Opera News dans sa critique de Thaïs à Valence écrit : 

« Belle blonde svelte au visage de danseuse, Byström est une actrice accomplie, qui a rendu la transformation du personnage de pécheresse à sainte fluide et crédible. Elle jouit d'une voix de soprano immaculée et forte. Son registre aigu doit encore se développer, mais dans ce personnage des plus difficiles, Malin Byström s'est montrée très prometteuse et s'est montrée digne partenaire du formidable Domingo. »

## Récompenses et disctinctions
- Bourse Jenny Lind (1998)[2]
- Bourse Birgit Nilsson (2008)[2].

- International Opera Award dans la catégorie « interprète féminin » (2018)[7].

## Vie personnelle
Elle est mariée au baryton suédois Markus Schwartz. Ils vivent à Gothenburg et ont deux enfants.